# 直-5
直-5（Z-5）是中華人民共和國哈尔滨飞机制造厂（簡稱“哈飛”）根据前苏联提供的全套Mi-4直昇機图纸仿制而成的直升機，研制初期代号為“旋风25”。直-5是中華人民共和國生产的第一种通用直升機，該機已於1979年停产，共生產558架。

## 研發及生產
中國於1956年决定创立直升机工业，同年9月24日，第二机械工业部第四局分党组决定122厂、120厂仿制蘇聯的米-4直升机及其发动机，最終，中蘇兩國在當年10月簽訂生產米-4的技術合同。
1958年，蘇聯提供的資料運抵哈飛，同年1月19日開始仿製。工廠為趕進度使用边设计边制造飞机零件的交叉式试制工作法進行生產。仿製期間從沈阳飞机厂和南昌飞机厂抽调人員支援，苏联亦派遣5名技术专家支援。同年11月第一架原型机总装完成，12月原型机完成静力试验，12月14日首次试飞成功。
1959年，01号机进行了11次试飞试验，總計飞行时间11小时31分，试飞小组认为该机可以交付使用。但由於當時處於“大跃进”时期，飛機首飛後未经鉴定便投产了45架並总装10架；結果這10架飞机都因存在质量问题而不能正常使用。1959年初，飛機經過国家鉴定委员会驗收，並於2月19日頒發鑑定證書。
1960年12月，國防工業对有严重质量问题的产品进行整顿，直-5被列入整頓範圍中。經過2年多的重新試製，1963年7月，原三机部派遣技术组到哈飛进行验收，12月11日颁发了新的鉴定证书，准予定型转入批量生产。1963年9月21日，中國航定委同意該機优质过关，批准定型投产。

### 改進
由於米-4的性能不能滿足使用，因此直-5在其基础上进行了改进：如將旋翼由钢梁木结构改為全金属，提高旋翼寿命和性能；旋翼大梁内充高压气，加装压力探测器监测裂纹；1966年後尾桨改为玻璃钢制造等改進，這些改進提高了飛機使用的實用性。更重要的是，直-5提高了最大平飞速度、巡航速度和動升限，並提高飛機的高原性能，保证了在1500米高原上的飞行能力。

### 意義
直-5直升機是中國生产的第一种多用途直升机，它的生產实现了中国直升机工业的零起步。直-5直升機的大量生產使用基本满足了当时中國国防建设和经济建设的需要，初步奠定了中國直升机的工业基础。

## 飛機數據

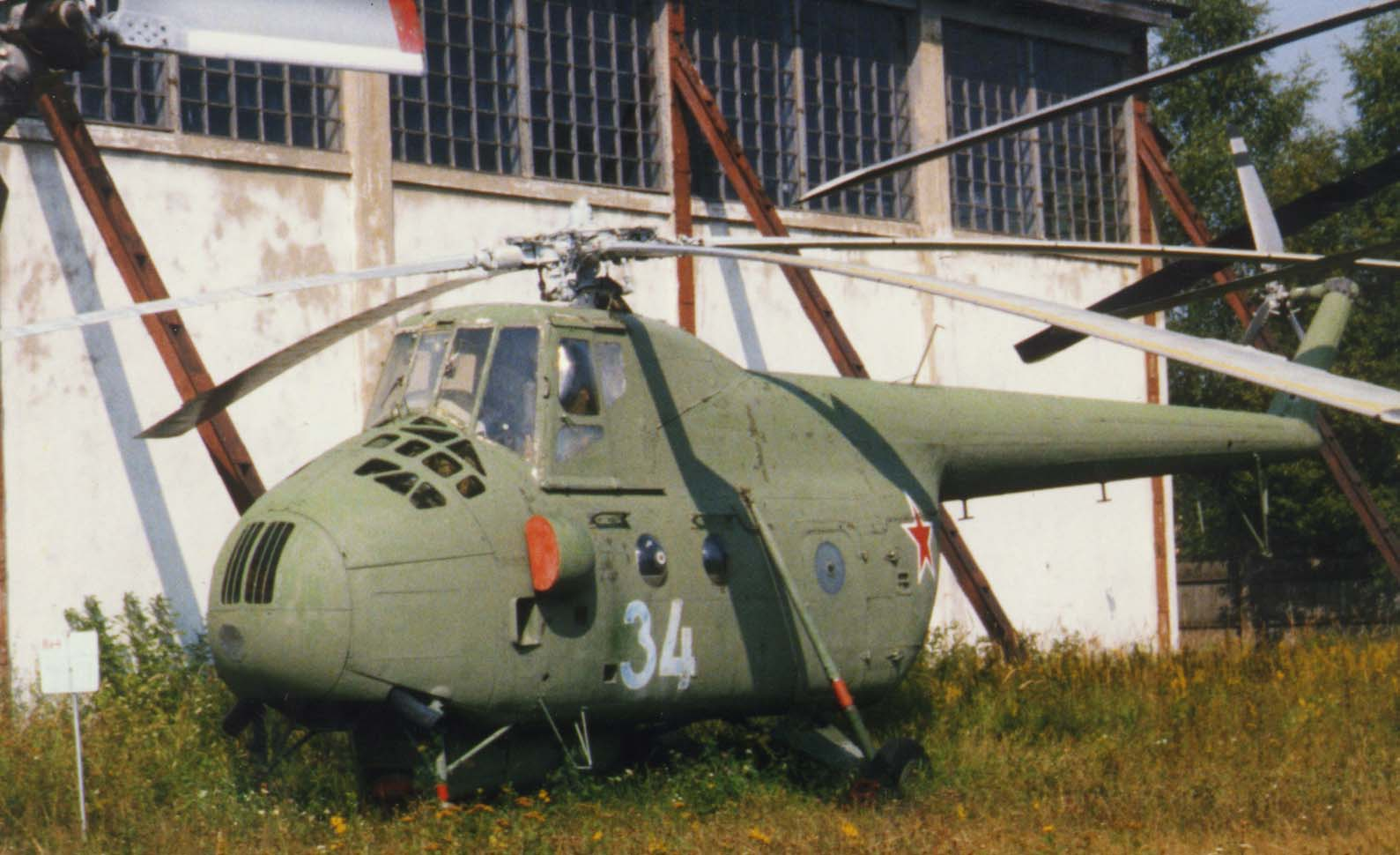
直-5直升機的原型機：蘇聯米-4直升機

直-5直升機技術數據及性能數據
資料來源：空軍世界，直升機樂園，新浪軍事，鳳凰網
技術數據
- 飛機長度：16.79米
- 飛機高度：4.4米
- 旋翼直徑：21米
- 空重：5121千克
- 載重：1.2噸，1.35噸（吊運時），1.55噸（超載時最大載運量）
- 機艙容積：16立方米（可装卸一架北京212A吉普車）
- 正常起飛重量：7250千克
- 最大起飛重量：7600千克
- 最大有效載：1000千克
- 發動機：1台活塞-7气冷星形14缸活塞发动机
  - 功率：1770马力（1250千瓦）

性能數據
- 最大時速：210千米／小時
- 巡航速度：170千米／小時
- 爬升率：4.3米／秒
- 實用昇限：6000米
- 航程：520公里
- 续航时间：3小时40分

## 使用國家

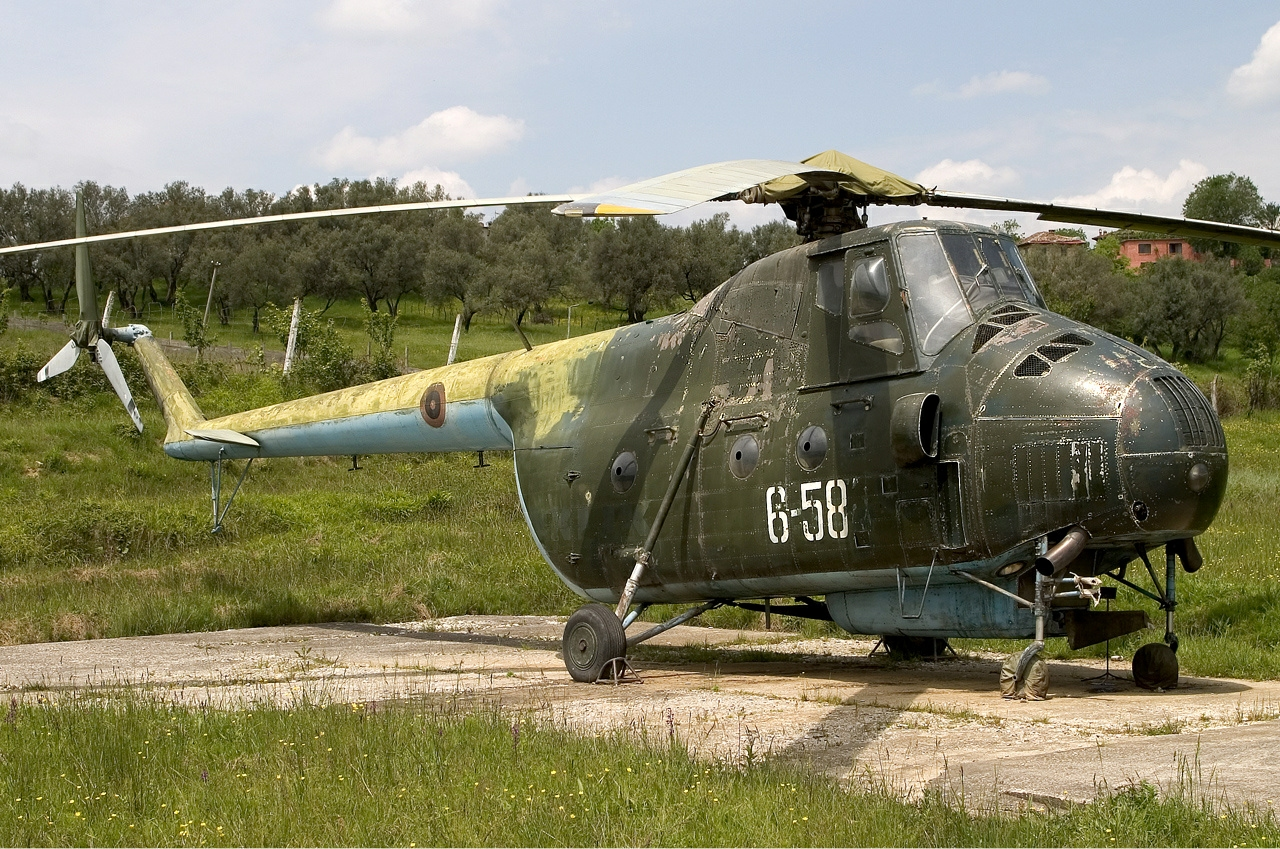
阿爾巴尼亞空軍退役的直-5

中國國內使用狀況：
- 中华人民共和国
  - 中国人民解放军空军
  - 中国人民解放军陸軍航空兵
  - 中国人民解放军海军航空兵

注：以上單位的直-5均已全部退役。
中國國外使用情況：共87架
- （40架[3]）
- 阿尔巴尼亚 34架
  - 阿爾巴尼亞空軍
- 几内亚 3架
- 刚果共和国 3架
- 葉門 3架
- 3架
- 越南 1架

## 衍生機型
- 基本型
- 客运型
- 林业型
- 水上救生型
- 海测型
- 航测型[2]
- 武装直升机改型：該機在机腹加装了一个12.7mm机枪枪塔，两侧携带火箭发射器[3]。
- 直-5改（直-5W）：1973年8月，第三机械工业部（三機部）要求122厂改装直-5换用PT6T-6发动机，這款機型简称直-5改（代号直-5W）。1978年底改裝工作完成；1979年3月进行悬停试飞，9月进行了高温高原试飞。后因中國考虑引进先进直升机生产专利，改裝工作隨之結束[8]。
- 直-6：中國軍隊在使用中發現直-5发动机功率低、高温高原性能差、载荷小等缺點，制約了軍隊對飛機的使用；哈飛決定在直-5的基礎上改型並換裝發動機，這種改進型的直-5即是後來的直-6直升機。直-6只生產了15架就停止研製和生產，最終並未大批量投產[9]。

## 其他

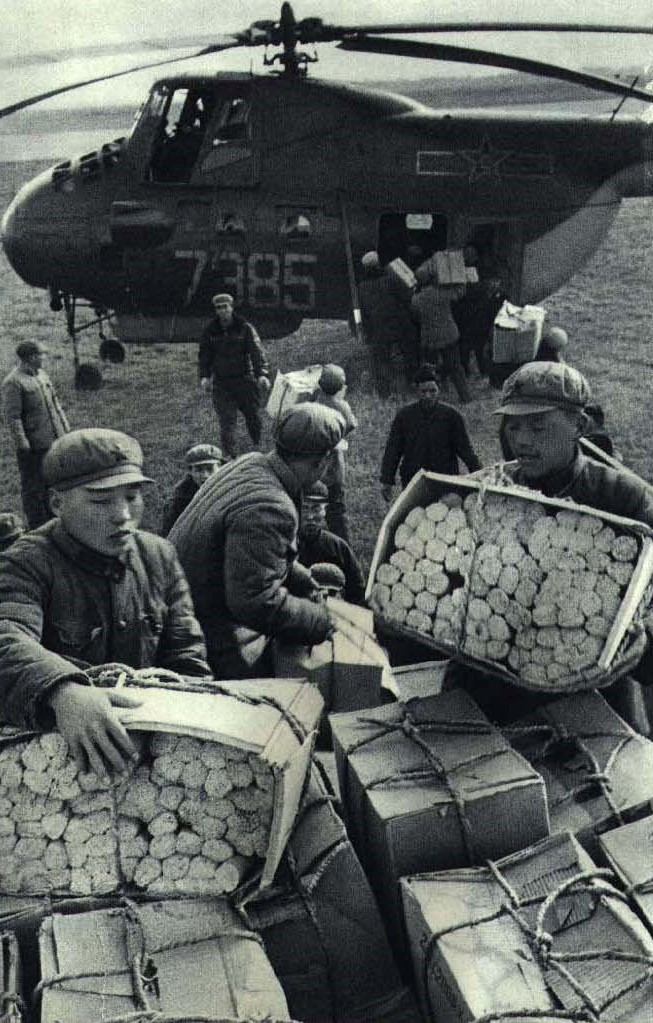
1966年，直-5被用於邢台地震救援

- 因為直-5振动大、噪声大、耗油量高，所以被飛行員称为“空中拖拉机”[10]。

- 1966年3月8日邢台地震时，時任中國總理周恩来曾乘坐編號為3889的直-5直升機赴灾区视察灾情。这架直升机现存于中国航空博物馆，為国家级重要文物[5]。此外，周恩來還曾7次乘坐直-5视察工作。唐山大地震時，直-5也參與了救援工作[6]。

- 1971年，中共官方称林彪集團成員的空軍司令部作戰部副部長林立果(林彪、葉群之子)與空軍司令部辦公室副主任周宇馳密谋发动武装政变《五七一工程纪要》。阴谋败露後，同為林彪集團成員的新野(周宇馳與林立果秘书空军办公室处长)及李伟信(空4军七三四一部队政治部秘书处副处长)在9月13日（“九一三事件”同日）在北京沙河机场乘一架編號「3685号」的直-5型直升机出逃，最后被迫降，周宇驰及于新野开枪自杀身亡，李伟信被捕[11][12]。